# Пјумацо (Модена)
Пјумацо (итал. Piumazzo) је насеље у Италији у округу Модена, региону Емилија-Ромања.
Према процени из 2011. у насељу је живело 3940 становника. Насеље се налази на надморској висини од 58 м.